# Need for Speed: The Run
Need for Speed: The Run е състезателна видео игра, 18-ата от поредицата Need for Speed, разработена от EA Black Box и публикувана от Electronic Arts. Излиза на 15 ноември 2011 г. в Северна Америка и на 18 ноември 2011 г. в Европа.
Играта е описана като "незаконно състезание през страната с високи залози. Единственият начин да получиш живота си обратно, е да бъдеш първият от Сан Франциско до Ню Йорк. Няма ограничения на скоростта. Няма правила. Няма съюзници. Всичко, което ти трябва са твоите шофьорски умения и решителност".

## Геймплей
Играчите участват в „подземния свят на незаконните състезания с високи залози“, в състезанието от Сан Франциско до Ню Йорк, със спирки в Лас Вегас, Денвър, Детройт, както и много други места, което прави играта първото заглавие в серията, използващо реални места. Има над 300 км (186 мили) път, три пъти повече от Hot Pursuit, което я прави най-голямата Need For Speed игра.
Моделът на каране на играта е описан като "нещо между Shift и Hot Pursuit" – не толкова аркадно-оформен като в Hot Pursuit, но не и симулатор като Shift. Run използва широк набор от реални превозни средства, като както обичайно, смесва мускулести коли, улични състезатели и екзотика – „за играча управлението на всяка кола е различно предизвикателство“. Изключително дигитализирани за играта са Порше 911 Карера S и Пагани Хуейра от 2012 г. Автомобилите могат да бъдат променяни с ъпгрейди – боя и бодикитове. XP (точки опит) системата се използва за отключване на автомобили и състезания.

### Мултиплейър
До 8 играча могат да участват в един-единствен онлайн мач. Играчите са в състояние да се забавляват с приятели, да изберат списък с любимите си предизвикателства и да се конкурират за надмощие през всеки етап от играта. В допълнение към това, играчите никога не трябва да чакат в лоби, дори ако се присъединяват към състезание в ход. Състезанията са разделени на различни видове като Supercar Challenge, NFS Edition Racing, The Underground, Mixed Competition, Exotic Sprint и Muscle Car Battles. Повечето от тях се отнасят до различни видове коли за всяко състезание, но Supercar Challenge е предназначен изцяло за най-бързите коли и пътища.

## Сюжет
Need for Speed: The Run разполага със стори мод, който поставя играча в ролята на Джаксън „Джак“ Рурк. След като произшествие го поставя в лошо положение с престъпна организация, Джак трябва да бяга за своето оцеляване. Заради положението си той дължи голяма сума пари, която не може да плати сам. Насочен е към огромно незаконно стрийт рейсинг събитие, наречено The Run, от сътрудничка на име Сам Харпър. Това е 4828-километрово пътуване през континентален САЩ, което започва в Сан Франциско и завършва в Ню Йорк. Сам го информира за наградния фонд от $25 000 000 – достатъчно, за да се гарантира свободата му от организацията, но за да спечели, той трябва да победи над 200 други шофьори до финала.
|  | Тази страница частично или изцяло представлява превод на страницата Need for Speed: The Run в Уикипедия на английски. Оригиналният текст, както и този превод, са защитени от Лиценза „Криейтив Комънс – Признание – Споделяне на споделеното“, а за съдържание, създадено преди юни 2009 година – от Лиценза за свободна документация на ГНУ. Прегледайте историята на редакциите на оригиналната страница, както и на преводната страница, за да видите списъка на съавторите. ВАЖНО: Този шаблон се отнася единствено до авторските права върху съдържанието на статията. Добавянето му не отменя изискването да се посочват конкретни източници на твърденията, които да бъдат благонадеждни. |